# Sítios da revolução industrial japonesa do período Meiji
Sítios da revolução industrial japonesa do período Meiji (明治日本の産業革命遺産 製鉄・鉄鋼、造船、石炭産業, Meiji nihon no sangyoukakumeiisan seitetsu tekkou, zousen sekitansangyou) são um grupo de locais históricos que tiveram papel importante na industrialização do Japão nos períodos Bakumatsu e Meiji e são parte da herança industrial do Japão.

## Locais
Oito áreas são registradas, com trinta locais:

### (1) Yamaguchi: Hagi
Locais proto-industriais e assentamento cultural do período Tokugawa; Hagi, Yamaguchi:
| Local                                                                            | Comentários                                            | Imagem |
| -------------------------------------------------------------------------------- | ------------------------------------------------------ | ------ |
| Foralha de Hagi (萩反射炉, Hagi hansharo)                                        | Monumentos do Japão                                    |        |
| Estaleiro Ebisugahana (恵美須ヶ鼻造船所跡, Ebisugahana zōsensho ato)             |                                                        |        |
| Ōitayama - fornalha Tatara (大板山たたら製鉄遺跡, Ōitayama tatara seitetsui ato) | Monumentos do Japão                                    |        |
| Academia Shōkasonjuku (松下村塾, Shōkason juku)                                  | por Yoshida Shōin; Monumentos do Japão                 |        |
| Torre do castelo de Hagi (萩城下町, Hagi jōkamachi)                              | Monumentos do Japão; Grupo de Construções Tradicionais |        |

### (2) Kagoshima: Kagoshima
Complexo industrial pioneiro de Shūseikan; Kagoshima, Prefeitura de Kagoshima:
| Local | Comentários                                                     | Imagem |
| --- | --------------------------------------------------------------- | ------ |
| Antiga Shūseikan (旧集成館, kyū Shūseikan)                                                                | Monumentos do Japão                                             |        |
| Fábrica de Máquinas Shūseikan (旧集成館機械工場, Shūseikan kikai kōjō)                                    | construída em 1865; Propriedades Culturais Importantes do Japão |        |
| Antiga residência do engenheiro-chefe de Kagoshima (旧鹿児島紡績所技師館, kyū Kagoshima hōsekijogishikan) | construída em 1867; Propriedades Culturais Importantes do Japão |        |
| Bateria Gionnosu (祇園之洲砲台跡, Gionnosu hōdai ato)                                                     |                                                                 |        |

### (3) Saga: Saga
Estaleiro Mietsu ; Saga:
| Local                                                             | Comentários | Imagem |
| ----------------------------------------------------------------- | ----------- | ------ |
| Construção naval de Mietsu (三重津海軍所跡, Mietsu kaigunsho ato) |             |        |

### (4) Iwate: Kamaishi
Mina de ferro de Hashino; Kamaishi, Iwate:
| Local                                                                                          | Comentários                             | Imagem |
| ---------------------------------------------------------------------------------------------- | --------------------------------------- | ------ |
| Mina de ferro de Hashino (橋野鉄鉱山および関連施設, Hashino tetsu kōzan oyobi kanren shisetsu) | influenciou Yawata; Monumentos do Japão |        |

### (5) Nagasaki: Nagasaki
Estaleiro de Nagasaki, ilhas de minas de carvão e locais associados; Nagasaki:
| Local                                                                                | Comentários | Imagem |
| ------------------------------------------------------------------------------------ | --- | ------ |
| Local de reparos navais de Kosuge (小菅修船場跡, Kosuge shūsenba ato)                | Monumentos do Japão                                                                                                |        |
| Poço de Hokkei, Mina de carvão de Takashima (北渓井坑跡, Hokkei seikō ato)           | Propriedades Culturais do Japão, Monumentos do Japão                                                               |        |
| Mina de carvão da Ilha de Hashima (端島炭坑, Hashima tankō)                          | |        |
| Glover Garden (旧グラバー住宅, kyū Gulabā jūtaku)                                    | construído em 1863; Propriedades Culturais Importantes do Japão                                                    |        |
| Estaleiro Nagasaki Mitsubishi (長崎造船所関連施設, Nagasaki zōsenjo kanren shisetsu) | inclui uma doca Mokojima No.3; guindaste escocês Hammerhead (1909); loja padrão; casa de hóspedes estilo Ocidental |        |

### (6) Yamaguchi: Shimonoseki
Local do Bombardeio de Shimonoseki e Farol; Shimonoseki, Yamaguchi:
| Local                                             | Comentários | Imagem |
| ------------------------------------------------- | ----------- | ------ |
| Bateria Maeda (前田砲台跡, Maeda hōdai ato)       |             |        |
| Farol Mutsurejima (六連島灯台, Mutsurejima tōdai) |             |        |

### (7) Fukuoka: Ōmuta; Kumamoto: Arao, Uki
Mina de cravão, estrada férrea e portos de Miike; Ōmuta, Fukuoka, Arao e Uki, Kumamoto:
| Local | Comentários                                                     | Imagem |
| --- | --------------------------------------------------------------- | ------ |
| Miyanohara Pit, Mina de carvão de Miike (三井石炭鉱業株式会社三池炭鉱宮原坑施設, Mitsui sekitan kōgyō kabushikigaisha, Miike tankō Miyahara ana shisetsu) | completa in 1901; Propriedades Culturais Importantes do Japão   |        |
| Porto, mina de carvão e estrada férrea de Miike (三池港・三池炭鉱専用鉄道, Miikekō ・Miike tankō senyō tetsudō)                                           |                                                                 |        |
| Porto Oeste de Misumi (三角西港, Misumi nishikō) | construída em 1887; Propriedades Culturais Importantes do Japão |        |

### (8) Fukuoka: Kitakyūshū
Siderúrgica de Yawata; Kitakyūshū, Fukuoka:
| Local                                                                                                  | Comentários | Imagem |
| --- | ----------- | ------ |
| Siderúrgica Estatal de Yawata (旧官営八幡製鐵所関連施設, kyū kanei Yahata seitetsusho kanren shisetsu) |             |        |
| Estação de Bombeamento do Rio Onga (遠賀川ポンプ場, Ongagawa ponpujyō)                                 |             |        |

## UNESCO
A UNESCO inscreveu os Sítios da revolução industrial japonesa do período Meiji como Patrimônio Mundial por "testemunhar a rápida industrialização do país de meados do Século XIX ao início do Século XX, através do desenvolvimento da indústria do aço, construção naval e mineraçãod e carvão. Oslocais ilustram o processo em que o Japão feudal transfere tecnologia da Europa e América e a adapta às suas necessidades e tradições sociais. É considerado a primeira transferência de industrialização com sucesso do Ocidente a uma nação Oriental"